# 미국 제2은행
제2미국은행(Second Bank of the United States)은 1817년 1월 미국 의회에 의해 공인된 미합중국의 은행으로, 그 승인 기간은 미합중국 제1 은행의 승인이 소멸된 지 6년이 지난 1817년 2월부터 1836년 1월까지 20년이었다. 본부는 미합중국 제1 은행과 마찬가지로 필라델피아의 카펜터스 홀에 있었고 전국에 지점이 있었다. 미합중국 제2 은행은 1811년 미합중국 제1 은행이 공인 연장을 거부한 것과 같은 많은 의회 의원들의 찬성으로 승인되었다. 미합중국 제2 은행이 공인된 가장 큰 이유는 미영 전쟁 동안 미국이 심한 인플레이션을 앓았고, 군사비 충당이 어려워졌기 때문이다. 그 결과, 미국의 신용 및 부채 상황이 건국 이래 최저 수준이 되어 있었다.
미합중국 제2 은행의 승인 기간은 1817년부터 20년이며, 그러므로 1836년에 갱신할 필요가 있었다. 미합중국 제2 은행은 어떤 방식을 취했던 국영 은행이 아닌 민간 은행이었고, 정부가 대주주로 20%의 지분을 가지고, 4,000명의 개인투자가들이 80%를 가지는) 주식회사였다. 그러나 연방 정부에게 적지 않은 이익을 낳게 하는 특별한 관계가 있었다. 연방 정부 세입의 보관처라는 역할은 미합중국 제2 은행과 중앙 정부의 관계에 반대하는 각 주 공인 은행의 정치적 표적이 되었다. 공인 연장에 대한 논의는 당파 싸움과 강하게 관련되었다. 아서 슐레진저의 고전적인 생각으로는 앤드류 잭슨 시대의 당파 싸움은 계급 갈등에 기초를 두었다고 보았다. 당 특권층의 담화라는 렌즈를 통해 보면 슐레진저는 당사자 간의 분쟁을 부유한 휘그당과 노동자 계급이 주를 이루는 민주당 사이의 충돌로 보고 있었다.(Grynaviski) 앤드루 잭슨 대통령은 공인 연장에 대해 강하게 반대하였고, 1832년 미국 대통령 선거 공약에는 미합중국 제2을 없애기로 되어 있었다. 잭슨의 정치적 표적은 재무가이자 정치가인 미합중국은행 총재인 니콜라스 비들이었다.
은행 업무에 대한 일반적인 반감은 정금(금 또는 은)이야말로 진정한 골드라는 신념과는 달리 잭슨이 공인 연장을 반대하는 이유는 단일 특정 은행에 권한과 책임을 부여하는 것이 인플레이션과 도덕적 결함의 원인이 된다는 잭슨의 믿음을 바탕으로 하고 있었다. 미합중국 제2 은행이 인플레이션을 유발했다는 증거는 거의 눈에 띄지 않는다. 1832년 이후 인플레이션을 가속시킨 것은 해외의 금융 정책, 투자 및 전쟁 부채와 민원 해결의 결과로 외환 유입에 의한 것을 시사하는 증거가 있다.
1833년 9월 잭슨 대통령은 미합중국 제2 은행에 정부 자금 예탁을 끝낸다는 집행 명령을 발표했다. 그해 9월 이후 이러한 예탁금은 잭슨의 ‘애완 은행’이라고 불렸던 각 주의 공인 은행에 맡겨졌다. 당초 예탁처 일곱 곳 중 여섯 은행은 잭슨의 민주당에 의해 지배되고 있었던 것은 사실이지만, 노스캐롤라이나, 사우스캐롤라이나 및 미시간의 은행과 같은 예탁 대상은 잭슨의 정책에 반대하는 경영진에 의해 운영되고 있었다. 모든 주 공인 예탁 대상 은행을 ‘애완 은행’이라고 불렀던 것은 정확한 표현이 아니다.

## 배경
필요에 의해 만들어진 미합중국 제2 은행은 미합중국 제1 은행의 형태를 답습했다. 은행의 합법성 논란은 미국 연방 대법원에서 〈맥컬록 대 메릴랜드주 사건〉(17 US 316 1818년)에 담보된 헌법에 따라 만들어진 연방 법률에 위배되는 어떠한 주법도 무효임을 선언했다. 이 은행의 최후의 총재는 니콜라스 비들(1786년 –1844년)이었다.

## 논란
미합중국 제2 은행은 연방 정부의 여러 가지 업무를 위한 편리한 기관으로 만들어졌다. 이 은행은 제임스 매디슨과 앨버트 갤러틴이 1814년 끝난 미영 전쟁의 뒤처리로 국가 재정이 어려움을 겪을 때 만들어졌다. 미영 전쟁의 결과 미국은 큰 부채를 안고 있었고, 미합중국 제1 은행은 1811년에 폐쇄되어 있었다. 국가 채무로 인해 새로운 민간 은행의 지폐가 증가하게 되고, 그 결과 인플레이션이 크게 진행되었다. 그 결과 매디슨과 연방 의회는 미합중국 제2 은행 창설에 합의했다.
전후, 미국은 그 부채에도 불구하고 유럽의 나폴레옹 전쟁의 특수를 누리면서 경제 팽창도 경험했다. 특히, 유럽 농업 생산 부문에 대한 손실을 만회하기 위해, 미국의 농업 생산은 확대했다. 은행은 대출에 의해 경제 팽창을 조성하였고 토지에 대한 투기를 장려했다. 이 대출로 거의 모든 사람이 돈을 빌려 땅에 투자할 수 있었고, 때로는 땅값이 2배 또는 3배로 뛰었다. 1819년 단일 토지 매매는 약 5,500만 에이커 (220,000km2)에 달했다. 이 같은 호황으로 은행에 일어나고 있었던 부정과 경제 거품이 형성되고 있다는 것을 알 수 있는 사람은 거의 없었다.
1818년 여름, 미국 은행의 경영자는 은행이 과도하게 확대되었음을 인식하고 금융 긴축 및 대출 회수 정책을 내놓았다. 이 대출 회수와 동시에 토지 매매가 감소하였고, 유럽의 회복으로 인한 산업의 호황도 감속시켰다. 그 결과가 1819년 불황이 《맥컬록 대 메릴랜드주 사건》으로 이어지는 사정을 낳았다.
메릴랜드는 은행을 규제하는 정책을 채택하고 의회에 승인을 받지 않은 은행에 세금을 부과했다. 이 세금은 은행 전체 자산의 2% 또는 일률적으로 15,000 달러 중 하나였다. 이것은 미국 은행의 볼티모어 지점도 상당히 부담스런 세금을 지불해야한다 것을 의미했다. 맥컬록은 카운티 법원에 주를 피고로 하여 소송을 제기했다. 이 소송은 몇 개의 법원을 거쳐 미국 대법원까지 올라가게 되었으며, 메릴랜드주가 부과한 세금은 궁극적으로 철폐되었다. 대니얼 웹스터가 은행 측의 변호를 맡아 성공을 거두었다.

### 몰락
1830년대 초, 앤드루 잭슨 대통령은 미국 제2 은행의 부정과 부패 때문에 이들을 완전히 싫어하게 되었다. 잭슨은 “의심할 여지없이 이 위대하고 강력한 기관이 그 자금력으로 공직자 선거에 적극적으로 영향을 미치려 해왔던 것으로 나타났다”라고 은행을 조사했다. 미국 제2 은행의 인가는 1836년에 만료되지만, 잭슨은 더 빨리 미합중국 제2 은행을 ‘죽일’ 수 있기를 바랐다. 잭슨은 이 은행이 정치적 부패와 미국의 자유에 대한 위협을 조장하는 것으로 간주하여 은행의 붕괴에 강한 손을 빌려주었다고 생각된다. 잭슨이 대통령일 때 미합중국 제2 은행 총재는 니콜라스 비들이며, 비들은 인가 만료 4년 전인 1832년에 인가 연장을 요구했다. 헨리 클레이가 의회에서 그 법안을 통과를 주도했다. 하지만 잭슨은 7월에 그 법안에 거부권을 발동했다.
잭슨은 은행에 거부권을 발동한 것에 대한 성명에서 나라의 일반 대중 대다수가 공감하는 말을 했고, 한편으로 현재 은행을 지배하는 부유층이나 해외 주주를 공격했다.
잭슨의 은행 공가 연장의 거부 성명에 비들은 그것을 ‘무정부 상태의 성명’이라고 거부했다. 매사추세츠주 선출 미국 상원 의원 대니얼 웹스터는 은행의 법률 자문 및 보스턴 지사의 임원으로 은행 존속 측이었고, 그런 성명은 정치적 수사이며, 성명 전체가 다가오는 잭슨 대통령 재선을 위한 선거 운동이라고 주장했다. 결국 잭슨은 대통령 선거에서는 헨리 클레이를 물리치고 재선되었다.
미합중국 제2 은행은 연방 정부가 정기적으로 예탁한 세수로 번성하고 있었다. 잭슨은 1833년에 재무장관에게 주 은행에 연방 세금 수입을 예탁하도록 지시함으로써 미합중국 제2 은행의 생명줄을 끊어놓았다. 새롭게 예탁 은행으로 선별된 은행은 잭슨 당에 대한 충성하는 ‘애완 은행’이라는 별명을 얻었다.
1833년 9월 재무장관 로저 B. 토니는 미합중국 제2 은행에 있던 펜실베니아 연방 예탁금을 필라델피아 지라드 은행으로 옮겼다. 지라드 은행은 스티븐 지라드 은행의 후계 은행이었다. 스티븐 지라드는 미합중국 제1 은행의 인가가 1811년에 갱신되지 않았을 때 그 자산을 매입하여 은행을 스티븐 지라드 은행으로 개명했다. 지라드는 미영 전쟁 때 1813년 전시 대출의 대부분을 포함한 주요 융자가가 되었다. 미합중국 제2 은행을 설립한 창립멤버이며, 주요 주주로 1841년에 사망했다.
미합중국 제2 은행은 곧 돈을 잃기 시작했다. 니콜라스 비들은 그 은행을 필사적으로 구하려고 모든 대출을 인상(지불을 요구했다)하고, 은행의 새로운 대출을 중지했다. 이 조치는 은행의 많은 고객을 분노하게 하였으며, 비들에게 압력을 가해 이전 대출 정책을 재개하도록 강요했다.
반잭슨 파의 일부는 그 분노를 정치 행동으로 이용하였다. 웹스터와 클레이의 주도로, 1833년 휘그당을 창당했다. 만약 휘그당과 반 잭슨의 국민공화당이 1836년 의회 선거에서 과반수를 얻을 수 있어 잭슨의 두 번째 거부권을 무효화시킬 수 있다면, 은행 인가를 갱신할 수 있었다. 그러나 이 세력은 거부권을 무효화시킬 만큼의 의석을 얻는 데는 실패했다. 이것과 그 이전 몇 년의 경제 공항 때문에 연방 의회는 잭슨에게 은행 인가 갱신 법안을 새로 제출하지 못했다.
미합중국 제2 은행의 현금은 남아 있지 않고, 1836년 인가 기간이 만료되자 필라델피아의 보통 은행으로 바뀌었다. 5년 후, 원래 미합중국 제2 은행은 파산했다. 이 은행의 몰락과 잭슨의 정금 회수 집행령(국유지 구매 대금은 금 또는 은으로 지불하기로 되어 있었다.)을 발표한 것은 1837년 공황으로 이어져, 후계자로 삼아 차기 대통령이 된 마틴 밴 뷰런 시대의 주요 문제가 되었다.

## 파산 후
미합중국 제2 은행은 파산했지만, 은행이 사용하던 건물은 그대로 남아 있었다. 1841년에 은행을 폐쇄한 이래, 그 건물은 다양한 기능을 수행했다. 2006년 시점에서, 인디펜던스 홀 (독립기념관)과 필라델피아 상품 거래소와 함께 필라델피아 중심가 있는 국립 독립 역사 공원의 주요 건물 중 하나이다. 이 건물은 매일 무료로 공개되고, 화랑으로 이용되어 찰스 윌슨 필 등 많은 사람이 그린 미국 초기 유명 인사들의 초상화를 대량으로 보유한 유명한 컬렉션을 가지고 있다.

## 건축

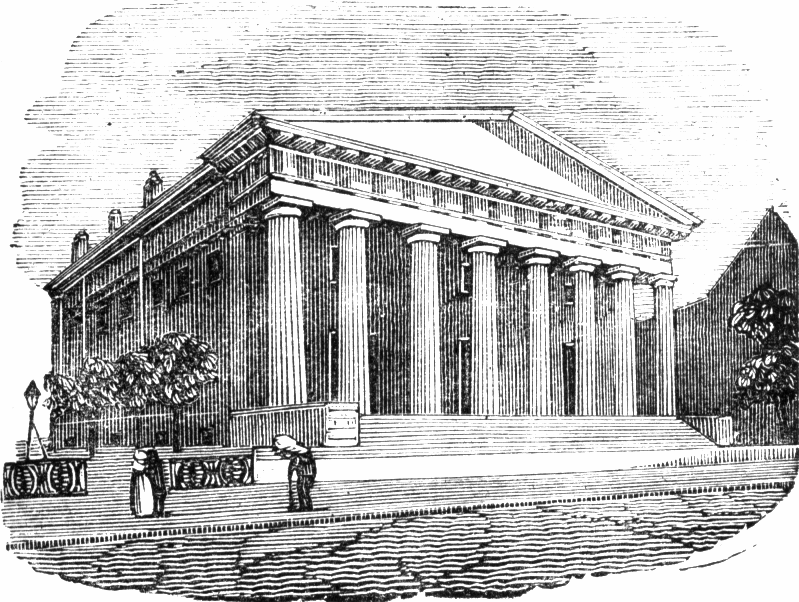
1875년에 출판된 서적에 등장하는 건물

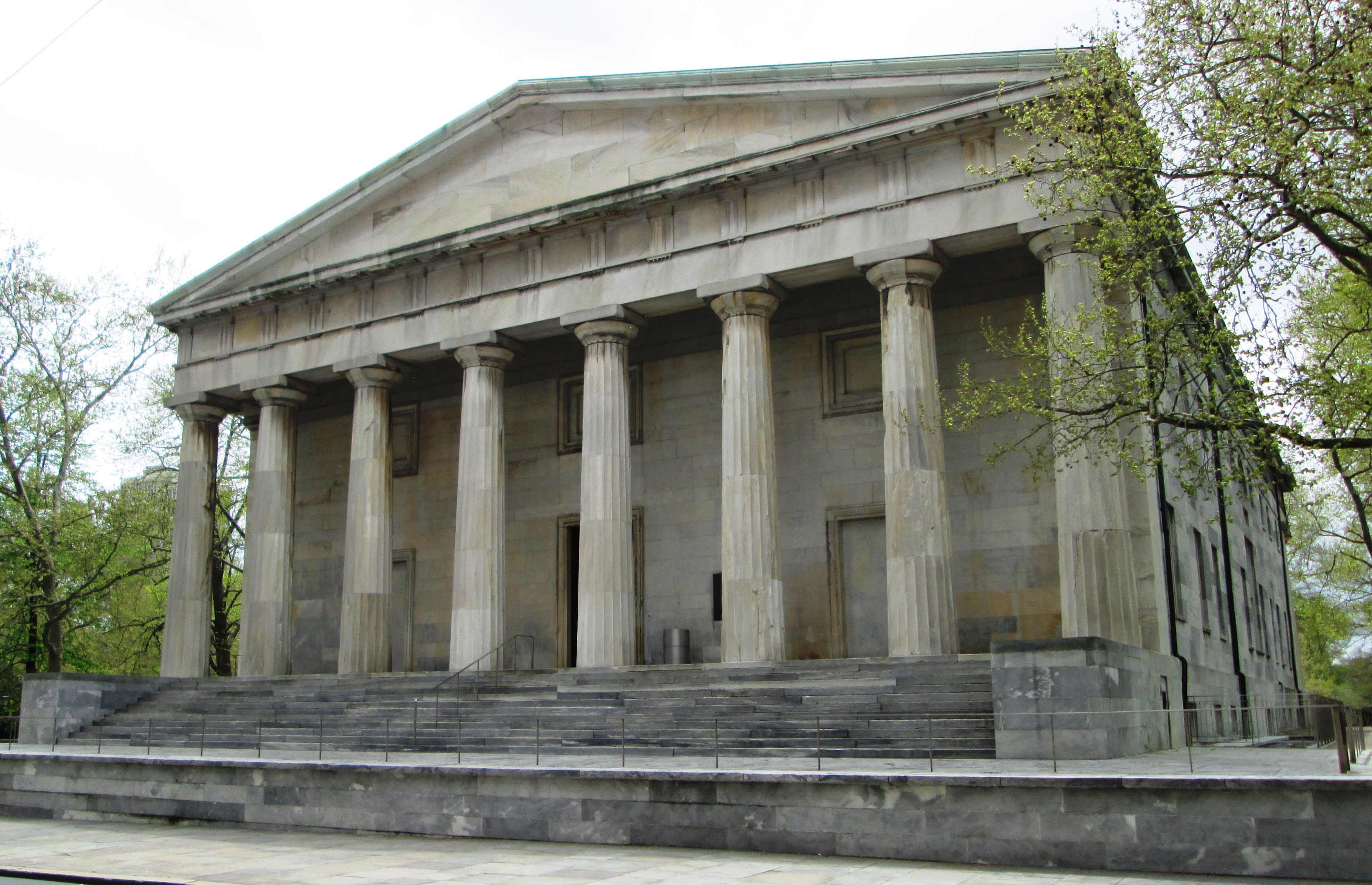
체스트넛 스트리트에서 본 북쪽에서 본 외양 (2013)

미합중국 제2 은행의 건설가는 미국 건축계 최초로 직업 훈련을 받은 사람으로 일컬어지는 벤자민 라트로브(1764년 -1820년)의 제자였던 윌리엄 스트릭랜드(1788년 –1854년)였다. 라트 로브와 스트릭랜드는 모두 그리스 복고 조각의 신봉자였다. 스트릭랜드는 이 작풍으로 많은 미국의 건물을 설계하였고, 1830년대 중반부터 후반에 뉴올리언스, 다로네가의 각 조폐소, 메카닉 국립 은행(필라델피아)과 샬럿의 조폐 출장소와 같은 금융 관련 건물, 또한 1833년에 필라델피아의 미국 조폐국 제2 빌딩 디자인에 참여했다.
미합중국 제2 은행에 대한 스트릭랜드의 디자인은 상당히 알기 쉽게 되어 있다. 그리스 복고풍의 특징은 직접 북쪽 및 남쪽 현관에서 볼 수 있는 스타일 롤 베이트 (바탕 마루)라고 불리는 1층 바닥에 이어 큰 계단을 이용하고 있다. 이 계단에 8개의 장중한 도리아식 기둥을 세우고, 그 위에 엠보싱이 있는 프리즈를 포함한 엔태블러추어(수평 부위)와 간단한 삼각형 페디먼트(박공)가 실려 있다. 이 건물은 고대 그리스 사원과 유사하기 때문에 그리스 복고조로 불린다. 내부는 북쪽 입구 중앙 홀의 양쪽 면에 2개의 방이 있다. 이 홀에 들어서면 전후에 2 개의 중앙 방이 있고, 구조의 동서와 동일한 폭으로 되어 있다. 첫 번째 큰 방의 동쪽과 서쪽 끝은 각각 큰 아치형 부채꼴 창문이 뚫려 있다. 건물의 외장에는 펜실베이니아 주의 푸른 대리석이 사용되었지만, 그것을 잘라 내면서 돌의 약한 부분이 노출되어 손상되기 시작했다. 이 문제는 남쪽 현관의 도리안 양식 기둥에서 가장 눈에 띈다. 건설은 1819년부터 1824년까지 이어졌다.
미합중국 제2 은행에 쓰인 그리스 복고조는 이전에 미합중국 제1 은행에 사용된 연방 양식과 약간의 차이가 있다. 이것은 보다 로마에 영향을 받은 연방 스타일의 화려함, 현관의 거대한 코린트 양식의 기둥에 잘 나타나 있으며, 현관은 코린트 양식의 기둥과 2층까지 관통된 대칭 창틀로 장식 되어 있다. 지붕의 선은 난간과 페디먼트를 장식하는 육중한 모디리온으로 쌓여있어, 제1 은행의 외관은 그리스 사원이라기보다는 로마의 저택을 연상시키고 있다.

## 같이 보기
- 미합중국 제1 은행
- 미국의 역사 (1789-1849)
- 연방 준비 제도
- 은행 전쟁(영어판)

## 참고 자료

### 2차 사료
- Bodenhorn, Howard. A History of Banking in Antebellum America: Financial Markets and Economic Development in an Era of Nation-Building (2000). Stresses how all banks promoted faster growth in all regions.
- Costello, Shannon Marie. "Jackson Is My Kind of Man" :P (2006). Memoir. Pro-Jackson.
- Daniel Feller, "The bank war," in Julian E. Zelizer, ed. The American Congress (2004), pp 93–111.
- Hammond, Bray. "Jackson, Biddle, and the Bank of the United States," The Journal of Economic History, Vol. 7, No. 1 (May, 1947), pp. 1–23 at JSTOR
- Hammond, Bray. Banks and Politics in America from the Revolution to the Civil War (1957). Pulitzer prize winner; the standard history. Pro-Bank
- Hammond, Bray. "The Second Bank of the United States. Transactions of the American Philosophical Society, New Ser., Vol. 43, No. 1 (1953), pp. 80–85 in JSTOR
- Ratner, Sidney, James H. Soltow, and Richard Sylla. The Evolution of the American Economy: Growth, Welfare, and Decision Making. (1993)
- Remini Robert V. Andrew Jackson and the Bank War: A Study in the Growth of Presidential Power (1967). Pro-Jackson.
- Schlesinger, Arthur Meier Jr. Age of Jackson (1946). Pulitzer prize winning intellectual history; strongly pro-Jackson.
- Schweikart, Larry. Banking in the American South from the Age of Jackson to Reconstruction (1987)
- Taylor; George Rogers, ed. Jackson Versus Biddle: The Struggle over the Second Bank of the United States (1949). Primary and secondary sources.
- Temin, Peter. The Jacksonian Economy (1969)
- Wilburn, Jean Alexander. Biddle's Bank: The Crucial Years (1967). Narrative history, pro-Bank.
- Wilentz Sean. The Rise of American Democracy: Jefferson to Lincoln (2005). Pro-Jackson.

### 1차 자료
- McGrane, Reginald C. Ed. The Correspondence of Nicholas Biddle (1919)
- Hofstadter, Richard. Great Issues in American History: From the Revolution to the Civil War, 1765-1865 (1958).